# Mokra Prawa (gromada)
Mokra Prawa – dawna gromada, czyli najmniejsza jednostka podziału terytorialnego Polskiej Rzeczypospolitej Ludowej w latach 1954–1972.
Gromady, z gromadzkimi radami narodowymi (GRN) jako organami władzy najniższego stopnia na wsi, funkcjonowały od reformy reorganizującej administrację wiejską przeprowadzonej jesienią 1954 do momentu ich zniesienia z dniem 1 stycznia 1973, tym samym wypierając organizację gminną w latach 1954–1972.
Gromadę Mokra Prawa siedzibą GRN w Mokrej Prawej utworzono – jako jedną z 8759 gromad na obszarze Polski – w powiecie skierniewickim w woj. łódzkim, na mocy uchwały nr 39/54 WRN w Łodzi z dnia 4 października 1954. W skład jednostki weszły obszary dotychczasowych gromad Mokra Lewa, Mokra Prawa i Starbacicha (z wyłączeniem serwitutów Skierniewki Lewej) ze zniesionej gminy Skierniewka w tymże powiecie. Dla gromady ustalono 13 członków gromadzkiej rady narodowej.
1 stycznia 1959 do gromady Mokra Prawa przyłączono obszar zniesionej gromady Sierakowice Prawe.
31 grudnia 1959 z gromady Mokra Prawa wyłączono część gruntów zaserwitutowych Skierniewka Prawa o powierzchni 68,96 ha, włączając ją do miasta Skierniewice.
1 stycznia 1970 do gromady Mokra Prawa z miasta Skierniewice przyłączono obszar o powierzchni 20,39 ha, położony w północno-wschodniej części miasta.
Gromada przetrwała do końca 1972 roku, czyli do kolejnej reformy gminnej.